# 468725 Khalat
468725 Khalat este o planetă minoră (asteroid), cu un diametru de 3,655 km, din centura de asteroizi. A fost descoperită pe 5 mai 2010 la  de Timoer Valerievitsj Krjatsjko⁠(d). 
Obiectul prezintă o orbită caracterizată de o semiaxă mare de 3,1119544546551 UAi, o excentricitate de 0,16842929838379, o înclinație de 26,628317310305 ° în raport cu ecliptica.